# 류태준
류태준(柳太準, 1971년 12월 7일 ~ )은 대한민국의 가수, 모델, 배우이다.

## 생애
1994년 광고 모델 첫 데뷔한 그는 현재 이름인 류태준으로 사용하였고 1996년 연극배우로 데뷔하였으며 1년 후 1997년 뮤지컬 배우로 데뷔하였고 이듬해 1998년에는 가수 활동으로 1집 앨범《하얀 기억 속의 너》를 발표하여 가수 데뷔하였으며, 2005년 《유행가가 되리》에 칸이라는 예명으로 출연하며 드라마 데뷔하였다.

## 학력
- 조선대학교 미생물학 (중퇴)

## 출연작

### 드라마 & 시트콤
| 연도 | 방송사 | 제목                                        | 역할          | 비고 |
| ---- | ------ | ------------------------------------------- | ------------- | ---- |
| 2005 | KBS2   | 유행가가 되리                               | 이선우        |      |
| 2006 | MBC    | 진짜 진짜 좋아해                            | 김주엽        |      |
| 2006 | KBS2   | 황진이                                      | 벽계수        |      |
| 2007 | SBS    | 사랑에 미치다                               | 강태준        |      |
| 2007 | SBS    | 푸른 물고기                                 | 박동혁        |      |
| 2007 | SBS    | 8월에 내리는 눈                             | 오종혁        |      |
| 2008 | SBS    | 워킹맘                                      | 한정원        |      |
| 2009 | SBS    | 녹색마차                                    | 윤형모        |      |
| 2010 | KBS2   | 결혼해주세요                                | 최현욱        |      |
| 2011 | KBS2   | KBS 드라마 스페셜 연작 시리즈 - 사백년의 꿈 | 조현민 / 무현 |      |
| 2011 | KBS2   | 복희 누나                                   | 강준모        |      |
| 2012 | SBS    | 대풍수                                      | 공민왕        |      |
| 2014 | JTBC   | 귀부인                                      | 백기하        |      |
| 2014 | tvN    | 가족의 비밀                                 | 민준혁        |      |
| 2017 | SBS    | 초인가족                                    | 강동건        |      |

### 영화
- 2008년 《걸스카우트》 ... 이종대 역
- 2011년 《너는 펫》 ... 차우성 역
- 2014년 《피해자들》 ... 한도경 역
- 2017년 《역모: 반란의 시대》 ... 영조 역

### 뮤직비디오
- 2004년 성시경 - 향기로운 추억 (류태준, 이수경, 민지아)

## 그 외 활동
- 2012년 XTM 《절대남자 2》
- 2013년 MBC 《파이널 어드벤처》
- 2017년 SBS 《불타는 청춘》
- 2017년 MBC 《미스터리 음악쇼 복면가왕》 - 나 꿍꼬또! 새우과자 꿍꼬또! 갈매기의 꿈! (참가자)

## 앨범
- 1998년 : 1집 《하얀 기억 속의 너》

## 광고
- 2004년 KT 메가패스
- 2004년 CJ 햇반
- 2004년 코웨이 쿠첸
- 2005년 LG유플러스 뱅크온
- 2005년 삼성물산 래미안
- 2005년 위즈위드
- 2006년 현대자동차 쏘나타
- 2008년 기아자동차 오피러스
- 2010년 SK증권 스마트 트레읻딩

## 수상 및 후보
| 연도 | 시상식            | 부문                        | 작품            | 비고 |
| ---- | ----------------- | --------------------------- | --------------- | ---- |
| 2007 | SBS 연기대상      | 뉴스타상                    | 8월에 내리는 눈 | 수상 |
| 2008 | 제29회 청룡영화상 | 신인남우상                  | 걸스카우트      | 후보 |
| 2012 | KBS 연기대상      | 일일극 부문 남자 우수연기상 | 복희누나        | 후보 |